# 鈴木昭典
鈴木 昭典（すずき あきのり、1929年3月25日 - 2019年1月31日）は、日本のドキュメンタリー作家。ジャーナリスト。元朝日放送報道局次長プロデューサー。

## 来歴
摂南工業専門学校（現 大阪工業大学）卒業。ラヂオプレス通信社を経て大阪テレビ放送（現 朝日放送テレビ）に入社、報道部に配属。報道局次長プロデューサーとして退社するまで、一貫してテレビ・ドキュメンタリー制作に携わる。「憲法シリーズ」の『日本国憲法を生んだ密室の九日間』で「放送文化基金賞・奨励賞」を受賞。その他「放送史シリーズ」の『検証 民放誕生』などの制作を続け、芸術祭賞、民間放送連盟賞、ギャラクシー賞、ABU賞、科学放送賞の多数を受賞。1980年代からは、公文書や当事者の証言にもとづく占領史、戦後史の実証的な解明にも取り組み、1988年にドキュメンタリー工房（現 ドキュメンタリー新社）を設立。
2004年 日本放送作家協会 関西ディレクター大賞特別賞受賞。2018年BS12スペシャル「核の記憶 89歳ジャーナリスト 最後の問い」が放送された。
テレビ・ドキュメンタリー界における最高齢のディレクターで、テレビの草創期から半世紀にわたって数々の話題作を送り続けた。特に自らが生きた昭和史の検証・記録に関わるドキュメンタリー作品を数多く残した。インドネシア残留日本兵の戦後を長期にわたって追った『ジャピンド』シリーズで頭角を表し、「日本この100年」や「ドキュメント昭和」などのシリーズで「スタジオ・ドキュメント」と呼ばれるテレビならではの映像演出手法を切り開いた先駆者でもあった。テレビ番組などの映像アーカイブを文化遺産として保存・公開することの重要性についても繰り返し指摘し、当時の日本の現状に警鐘を鳴らした。
2019年1月31日、誤嚥性肺炎のため死去。